# John Cobb (kierowca)
John Rhodes Cobb (ur. 2 grudnia 1899 roku w Esher, zm. 29 września 1952 roku na jeziorze Loch Ness) – brytyjski kierowca wyścigowy. Właściciel dużego majątku dzięki funkcji dyrektora domu maklerskiego. Pilot Royal Air Force w czasie II wojny światowej.

## Kariera wyścigowa
Dzięki swojemu majątkowi Coob mógł rozwijać swoje zainteresowania szybkimi samochodami i wyścigami. Mieszka w Esher, nieopodal toru Brooklands. Pierwszy wyścig wygrał w 1925 roku w startym, 10-litrowym Fiacie. W kolejnych latach Brytyjczyk szczególnie zainteresował się biciem rekordów prędkości i w 1928 roku zakupił 10-litrowy Delage. Trzykrotnie bił w nim rekord prędkości na torze Brooklands. W wyścigach Grand Prix Cobb startował w wielu modelach samochodów. W 1932 roku wygrał British Empire Trophy w samochodzie Delage. W 1935 roku pobił rekord prędkości toru Brooklands (245,1 km/h). W latach 1938–1939 w samochodzie Railton Special bił rekord prędkości pojazdu naziemnego na torze Bonneville Speedway (592,09 km/h). Po wojnie w 1947 roku poprawił ten rekord na 634,39 km/h. W późniejszych latach zapragnął pobić rekord na wodzie. Jednak w 1952 roku w czasie próby bicia takiego rekordu na jeziorze Loch Ness doszło do wypadku, w którym Cobb zginął.